# Beverly Hills, Kalifornija
Beverly Hills je grad u američkoj saveznoj državi Kalifornija, smješten u zapadnom dijelu Okruga Los Angeles.  Poznat je kao jedno od najelitnijih naselja u SAD, čije stanovništvo čine najpoznatiji hollywoodski glumci, filmaši, pjevači, diplomati, direktori vodećih firmi i drugi celebrityji. Odlikuje se luksuznim životnim stilom, a u njemu se nalazi i znamenita ulica Rodeo Drive, poznata po trgovimama najluskuznijih odjevnih predmeta.  Prema popisu stanovništva iz 2010. u njemu je živjelo 34,109 stanovnika.